# Sam Childers
Sam Childers (* 1963, Grand Forks, Severní Dakota, USA) je americký humanitární aktivista, bývalý člen Outlaws Motorcycle Club, který věnoval svůj život a zdroje k záchraně dětí ve válečné zóně Jižního Súdánu. Childers a jeho žena Lynn založili a spravují vesničku pro sirotky v Nimule (Jižní Súdán). Tato vesnička nese název Angels of East Africa a stará se o více než 300 dětí.
V roce 2013 obdržel cenu Matky Terezy za sociální spravedlnost.

## Dřívější život
Narodil se v Grand Forks v Severní Dakotě. Jeho otec Paul Childers byl hutník a bývalý mariňák. Childers měl 2 starší bratry Paula Jr. a George. Měl také sestru Donnu, která zemřela na srdeční problémy ještě než jí byl rok. Během dospívání se jeho rodina často stěhovala.
„Spousta lidí se mě ptá, jaké jsi měl rodiče? Měl jsem skvělé křesťanské rodiče, neviděl jsem svého otce nikdy pít alkohol, kouřit marihuanu a nikdy nevztáhl ruku na mou matku. Jako děti jsme ovšem viděly spoustu lidí kouřit, také marihuanu a jak pijí alkohol a mysleli jsme si jak to není skvělé. Mysleli jsme si, že nás to udělá staršími. Jako velmi mladý (11, 12 let) jsem si myslel, že udělám dojem na starší dívky 13, 14 let, a tak jsem začil kouřit. Ve 14 jsem již kouřil každý den. A v 15 jsem již nepotřeboval na nikoho dělat dojem, protože jsem začal s tvrdšími drogami“ Childers začal užívat heroin.
V současné době je Sam ženatý s Lynn, která se před přijetím Krista živila jako striptérka. Společně vychovali dceru Paige. Měli rovněž syna, ten ovšem zemřel na předávkování heroinem.

## Afrika
V polovině roku 1992 s pomocí své ženy přijal Krista v církvi Shromáždění Boha. Ten samý večer pověděl pastor Childresovi o možnosti jet do Afriky. Na konci roku 1998 podnikl Childres první cestu do Súdánu. Při své první cestě, tak jako při mnoha následujících, viděl zrůdnosti, které páchala armáda LRA. Nedlouho po první cestě, Childers a jeho žena Lynn založili Angels of East Africa (Andělé Východní Afriky), dětskou vesničku v Jižním Súdánu. Tato vesnička od svého založení již zachránila více než 1000 dětí. V současné chvíli ubytovává a živí více než 300 sirotků. Zaměstnanci vesničky jsou převážně súdánští sirotci a vdovy. V současné době se jedná o největší sirotčinec v Jižním Súdánu a je výjimečný tím, že za pomoci armády podnikl záchranné mise v teritoriu LRA.
Childers popsal své africké zkušenosti v knize Another Man's War.
Z této knihy vychází film Kazatel Kalašnikov.